# Workflow transaccional
Un workflow transaccional (WT) es un paradigma que permite definir flujos de trabajo que involucran una o más transacciones empresariales. Estos flujos de trabajo indican la secuencia de transacciones y el flujo de información entre ellas.
En términos de sistemas de información, un workflow transaccional estará soportado por un motor de workflow transaccional (MWT), el cual permitirá definir y gestionar dichos flujos de trabajo.
En etapa de diseño, el MWT permitirá definir cuáles son las transacciones empresariales involucradas, su secuencia, qué información comparten, cómo fluye la información de una transacción a otra, qué reglas administran este flujo y quiénes actúan sobre estas transacciones.
En la etapa de gestión, el MWT define en qué momento la información de una transacción se vuelve disponible para la siguiente, ejecuta las reglas de administración de flujo, mueve la información y controla el acceso de los responsables.

## Tipos de workflow transaccional
Los workflows transaccionales pueden ser multitransaccionales o monotransaccionales.

### Workflow multitransaccional
Es aquel que describe y ejecuta un flujo de trabajo a través de más de una transacción empresarial, especificando su secuencia y el flujo de información entre ellas.
Es importante el poder vincular la transferencia de información entre los campos de las transacciones involucradas.
Ejemplos de secuencia de workflow multitransaccional: 
Pedido > Remito > factura
Orden de compra > Nota de recepción > Factura del proveedor

### Workflow monotransaccional
Es un caso particular en el cual la actividad de la organización se ve reflejada en cambios de estado de la transacción involucrada. A su vez, esta transacción puede estar insertada dentro de un workflow multitransaccional.
Ejemplo de workflow monotransaccional:
Ticket de soporte pendiente > Ticket de soporte en resolución > Ticket de soporte resuelto

## Transacción empresarial
Una transacción empresarial es el reflejo documental de una acción o actividad que tiene lugar en una organización como parte de su funcionamiento. Desde el punto de  vista de los sistemas de información, una transacción empresarial tendrá un respaldo informático mediante la registración de la información que involucra y, eventualmente, la emisión de un comprobante o documento.
- Datos: Q16648243